# The Wild Bees
The Wild Bees es una serie dramática griega que es transmitida por el canal de televisión ANT1 durante 2019-2022.

## Sinopsis
La obra está ambientada en el año 1958 y situada en la llanura de Tesalia, más concretamente, en Diafani, un pequeño pueblo a las afueras de Larissa, donde el poderoso gran terrateniente de la zona, Doukas Sevastos, quiere a toda costa adquirir el terreno que tres hermanas huérfanas tienen en el llano, para utilizarlo en la creación de una gran zona industrial. Eleni, la hermana mayor, de 28 años, que ejerce de protectora de las menores: Asimina de 22 años y Drosos, de 18 años; se ve obligada por la presión a llegar a un acuerdo con las tsiflikas, con el fin de su hijo mayor, Sergio, para que así,este pudiera tomar las codiciadas propiedades como dote. Sin embargo, la noche de su boda, las tres se llenan las manos con sangre, abriendo un círculo vicioso entre las dos familias. 
Al mismo tiempo, se están reproduciendo muchas otras historias. En esta serie se describe la forma en que vivía la gente de la época, presentando su impacto después del período de ocupación, pero también varios elementos folclóricos y etnográficos.

## Rodaje de la serie
La serie fue estrenada en 2019, concretamente el día 19 de septiembre, y la audiencia total que tuvo el primer episodio fue del 27,8%.
Durante la primera temporada, se emitió de lunes a jueves durante la noche, mientras que en la segunda temporada, debido a los altos resultados positivos que obtuvo durante la primera temporada, se agregó otro día y se emitió de lunes a viernes. Finalmente se ha anunciado de forma oficial que la serie continuará adelante y se emitirá una por tercera temporada.
| Temporada | Temporada | Episodios | Primera vista                   | Primera vista                 |
| Temporada | Temporada | Episodios | Estreno de la primera temporada | Final de la primera temporada |
| --------- | --------- | --------- | ------------------------------- | ----------------------------- |
|           | 1         | 125       | 29 de septiembre de 2019        | 16 de julio de 2020           |
|           | 2         | 151       | 14 de septiembre de 2020        | 3 de junio de 2021            |
|           | 3         | 144       | 27 de septiembre de 2021        | 7 de julio de 2022            |